# St. John (Washington)
St. John je gradić u američkoj saveznoj državi Washington. Prema popisu stanovništva iz 2010. u njemu je živjelo 537 stanovnika.